# Richard Osinga
Richard Osinga (Haarlem,1971) is een Nederlandse schrijver. Hij studeerde economie en algemene letteren aan de Vrije Universiteit in Amsterdam. Daarna werkte hij, naast zijn schrijverschap, als diplomaat, internetondernemer, online-marketeer en meest recentelijk zorgondernemer. Osinga is getrouwd en heeft vier dochters.

## Schrijverschap
Hij debuteerde in 2003 met Bor in Afrika, dat deels gebaseerd is op zijn ervaringen als diplomaat bij het ministerie van Buitenlandse Zaken. Daarna verschenen Klare Taal en Wembley. Dit laatste boek verscheen deels als weblog. In 2011 verscheen Een Duivel met een Ziel.
In 2019 publiceerde Osinga de roman Wie de Rechtvaardigen zoekt. In dat boek beschrijft hij onder meer hoe een Nederlandse diplomaat het Wikipedia-artikel over de door hem bedachte islamitische sekte Qibla al-Qudsiyya schrijft. Wie de Rechtvaardigen zoekt stond op de longlist van de Boekenbon Literatuurprijs 2020.
In mei 2021 verscheen zijn roman Arc. Zijn volgende boek, Munt (2023) stond op de shortlist voor de Boekenbon Literatuurprijs 2023. De jury schreef over dit boek "Munt is complex, ingenieus bedacht en uitstekend geschreven: een geweldig boek." Munt werd in 2024 ook genomineerd voor De Boon literatuurprijs.

## Publicaties
- Bor in Afrika (2003), Querido[9]
- Klare taal (2004), Querido
- Wembley, of een seizoen in de stad (2006), Querido
- Een duivel met een ziel (2011), Nieuw Amsterdam[10]
- Wie de rechtvaardigen zoekt (2019), Wereldbibliotheek[11]
- Arc (2021), Wereldbibliotheek
- Munt (2023), Wereldbibliotheek